# Canton de Charny-sur-Meuse
Le canton de Charny-sur-Meuse est une ancienne division administrative française, qui était située dans le département de la Meuse et la région Lorraine.
Le canton est créé en 1790 sous la Révolution française. À la suite du redécoupage cantonal de 2014, le canton est supprimé.

## Géographie
Ce canton est organisé autour du chef-lieu de Charny-sur-Meuse et fait partie intégralement de l'arrondissement de Verdun. Son altitude varie de 181 m (Champneuville et Samogneux) à 395 m (Douaumont) pour une altitude moyenne de 270 m. Sa superficie est de 241,53 km2.

## Histoire
Le canton de Charny fait partie du district de Verdun, créé par le décret du 30 janvier 1790.
Après la suppression des districts en 1795, le canton intègre l'arrondissement de Verdun lors de la création de celui-ci en 1801.
En 1922, à la suite du renommage de la commune chef-lieu Charny en Charny-sur-Meuse, le canton change également de nom pour devenir le canton de Charny-sur-Meuse.
À la suite du redécoupage cantonal de 2014, le canton est supprimé. Les communes se retrouvent dispersés dans :
- le nouveau canton de Belleville-sur-Meuse pour 16 communes : Beaumont-en-Verdunois, Belleville-sur-Meuse, Bezonvaux, Bras-sur-Meuse, Champneuville, Charny-sur-Meuse, Cumières-le-Mort-Homme, Douaumont, Fleury-devant-Douaumont, Haumont-près-Samogneux, Louvemont-Côte-du-Poivre, Ornes, Samogneux, Thierville-sur-Meuse, Vacherauville et Vaux-devant-Damloup ;
- le canton de Clermont-en-Argonne pour six communes : Béthelainville, Béthincourt, Chattancourt, Fromeréville-les-Vallons, Marre et Montzéville.

## Composition
Le canton de Charny-sur-Meuse regroupe 22 communes, dont 9 villages français détruits durant la Première Guerre mondiale : Beaumont-en-Verdunois, Bezonvaux, Douaumont, Cumières-le-Mort-Homme, Fleury-devant-Douaumont, Haumont-près-Samogneux, Louvemont-Côte-du-Poivre, Ornes et Vaux-devant-Damloup. Six d'entre eux sont encore complètement inhabités.
| Nom                          | Code Insee | Intercommunalité   | Superficie (km2) | Population (dernière pop. légale) | Densité (hab./km2) |
| ---------------------------- | ---------- | ------------------ | ---------------- | --------------------------------- | ------------------ |
| Charny-sur-Meuse (chef-lieu) | 55102      | CA du Grand Verdun | 12,62            | 540 (2014)                        | 43                 |
| Beaumont-en-Verdunois        | 55039      | CA du Grand Verdun | 7,87             | 0 (2014)                          | 0                  |
| Belleville-sur-Meuse         | 55043      | CA du Grand Verdun | 10,16            | 3 163 (2014)                      | 311                |
| Béthelainville               | 55047      | CA du Grand Verdun | 11,94            | 180 (2014)                        | 15                 |
| Béthincourt                  | 55048      | CA du Grand Verdun | 13,32            | 34 (2014)                         | 2,6                |
| Bezonvaux                    | 55050      | CA du Grand Verdun | 9,23             | 0 (2014)                          | 0                  |
| Bras-sur-Meuse               | 55073      | CA du Grand Verdun | 13,69            | 720 (2014)                        | 53                 |
| Champneuville                | 55099      | CA du Grand Verdun | 11,99            | 125 (2014)                        | 10                 |
| Chattancourt                 | 55106      | CA du Grand Verdun | 10,36            | 177 (2014)                        | 17                 |
| Douaumont                    | 55164      | CA du Grand Verdun | 6,14             | 8 (2014)                          | 1,3                |
| Cumières-le-Mort-Homme       | 55139      | CA du Grand Verdun | 6,11             | 0 (2014)                          | 0                  |
| Fleury-devant-Douaumont      | 55189      | CA du Grand Verdun | 10,27            | 0 (2014)                          | 0                  |
| Fromeréville-les-Vallons     | 55200      | CA du Grand Verdun | 20,30            | 213 (2014)                        | 10                 |
| Haumont-près-Samogneux       | 55239      | CA du Grand Verdun | 10,81            | 0 (2014)                          | 0                  |
| Louvemont-Côte-du-Poivre     | 55307      | CA du Grand Verdun | 8,25             | 0 (2014)                          | 0                  |
| Marre                        | 55321      | CA du Grand Verdun | 10,20            | 160 (2014)                        | 16                 |
| Montzéville                  | 55355      | CA du Grand Verdun | 17,65            | 157 (2014)                        | 8,9                |
| Ornes                        | 55394      | CA du Grand Verdun | 18,52            | 5 (2014)                          | 0,27               |
| Samogneux                    | 55468      | CA du Grand Verdun | 6,16             | 94 (2014)                         | 15                 |
| Thierville-sur-Meuse         | 55505      | CA du Grand Verdun | 12,09            | 3 023 (2014)                      | 250                |
| Vacherauville                | 55523      | CA du Grand Verdun | 7,29             | 172 (2014)                        | 24                 |
| Vaux-devant-Damloup          | 55537      | CA du Grand Verdun | 6,56             | 72 (2014)                         | 11                 |

## Représentation

### Conseillers d'arrondissement (de 1833 à 1940)
Le canton de Charny avait deux conseillers d'arrondissement.
| Période                                  | Période          | Identité                                 | Étiquette    | Qualité |
| ---------------------------------------- | ---------------- | ---------------------------------------- | ------------ | --- |
| 1833                                     | 1845             | Jean Louis Sébastien Violard (1786-1846) |              | Propriétaire, avocat, juge de paix à Charny                                                                 |
| 1845                                     | 1848             | Félix Alexandre Simonot (1798-1881)      |              | Propriétaire rentier à Fromeréville                                                                         |
| 1848                                     | 1852             | Jacques Nicolas Grillot                  |              | Notaire à Charny                                                                                            |
| 1852                                     | 1867             | Louis François Petitot fils              |              | Avocat, propriétaire à Verdun                                                                               |
| 1867                                     | 1871             | Édouard-Gédéon Grillot                   |              | Greffier en chef du Tribunal civil de Verdun                                                                |
|                                          |                  |                                          |              | |
| 1871                                     | 1880             | M. Henry                                 |              | Propriétaire à Bras-sur-Meuse                                                                               |
| 1880                                     | 1904             | Emile Lecourtier                         | Républicain  | Propriétaire agriculteur, maire de Bras-sur-Meuse, Président du Conseil d'arrondissement                    |
| 1898                                     | 1903 (démission) | Nicolas Auguste Henry                    | Nationaliste | Vice-président de la Société d'agriculture, rentier à Bras-sur-Meuse                                        |
|                                          |                  |                                          |              | |
| 1904                                     | 1910             | Charles-Isidore Watrin                   |              | Instituteur en retraite, Charny, Président du Conseil d'arrondissement                                      |
| 1907                                     | 1921             | Adolphe Watrin                           | RG           | Cultivateur, maire de Champneuville                                                                         |
| 1910                                     | 1913             | Alexandre Devaux                         |              | Instituteur retraité, maire de Belleville-sur-Meuse                                                         |
| 1913                                     | 1925             | Édouard Thiébaux                         |              | Cultivateur, maire de Béthincourt                                                                           |
| 1921                                     | 1940             | Edouard Grillot                          |              | Propriétaire agriculteur à Rupt-en-Woëvre, Président du Conseil d'arrondissement, maire de Dieue            |
| 1925                                     | 1931             | Marcel Burette                           | Rad.         | Industriel, ancien maire de Belleville-sur-Meuse                                                            |
| 1931                                     | 1937             | Henri Victor Hazard (1872-1951)          |              | Rentier, ancien viticulteur, adjoint au maire de Belleville-sur-Meuse                                       |
| 1937                                     | 1940             | Eugène Goubet (1878-1951)                | Droite       | Brasseur, maire de Thierville                                                                               |
| 1940                                     |                  |                                          |              | Les conseils d'arrondissement ont été suspendus par la loi du 12 octobre 1940 et n'ont jamais été réactivés |
| Les données manquantes sont à compléter. |                  |                                          |              | |

### conseillers généraux de 1833 à 2015
| Période                                  | Période          | Identité                                 | Étiquette           | Qualité |
| ---------------------------------------- | ---------------- | ---------------------------------------- | ------------------- | --- |
| Les données manquantes sont à compléter. |                  |                                          |                     | |
| 1833                                     | 1852             | Jean-Baptiste Félix Chadenet (1798-1874) | Droite              | Avocat et avoué à Verdun, préfet Député de la Meuse (1848-1851)                                                                  |
| 1852                                     | 1867 (démission) | Jacques Nicolas Grillot                  |                     | Notaire Maire de Charny, conseiller d'arrondissement                                                                             |
| 1867                                     | 1871             | Jean Baptiste Félix Chadenet             | Majorité dynastique | Avocat, préfet Député de la Meuse (1863-1870)                                                                                    |
| 1871                                     | 1902 (décès)     | Edouard-Gédéon Grillot                   | Républicain         | Ancien greffier en chef du tribunal civil de Verdun, conseiller d'arrondissement                                                 |
| 1902                                     | 1904             | Nicolas Auguste Henry                    | Nationaliste        | Vice-président de la Société d'agriculture, conseiller d'arrondissement, rentier à Bras-sur-Meuse                                |
| 1904                                     | 1913 (décès)     | Émile Lecourtier                         | RG                  | Propriétaire Maire de Bras-sur-Meuse, conseiller d'arrondissement                                                                |
| 1913                                     | 1940             | Georges Lecourtier                       | PRDS, AD            | Agriculteur, rentier Maire de Bras-sur-Meuse (1913-1940) Député (1919-1924) Sénateur (1924-1940)                                 |
|                                          |                  |                                          |                     | |
| 1945                                     | 1951 (décès)     | Eugène Goubet                            | Ind.                | Brasseur Maire de Thierville, ancien conseiller d'arrondissement                                                                 |
| 15 avril 1951                            | 1955             | Hippolyte Thévenon                       | RPF-RS              | Métreur-vérificateur Maire de Verdun (1947-1953)                                                                                 |
| 1955                                     | 1979 (décès)     | Gérard Biévelot                          | DVD puis RPR        | Pharmacien à Thierville |
| 1979                                     | 2015             | Yves Peltier                             | DVD puis MPF        | Adjoint administratif à la D.D.E. Maire de Belleville-sur-Meuse (depuis 2001) Elu en 2015 dans le Canton de Belleville-sur-Meuse |

## Démographie
| 1962  | 1968  | 1975  | 1982  | 1990  | 1999  | 2006  | 2011  | 2012  |
| ----- | ----- | ----- | ----- | ----- | ----- | ----- | ----- | ----- |
| 7 391 | 7 766 | 7 351 | 7 695 | 8 200 | 8 179 | 8 816 | 8 894 | 8 894 |